# Themarohystrix helomyzoides
Themarohystrix helomyzoides är en tvåvingeart som först beskrevs av Walker 1864.  Themarohystrix helomyzoides ingår i släktet Themarohystrix och familjen borrflugor. Inga underarter finns listade i Catalogue of Life.